# Crossostemma
Crossostemma é um género botânico pertencente à família Passifloraceae.
1. ↑  «Crossostemma — World Flora Online». www.worldfloraonline.org. Consultado em 19 de agosto de 2020